# الکساندر گوسف (بازیکن هاکی روی یخ)

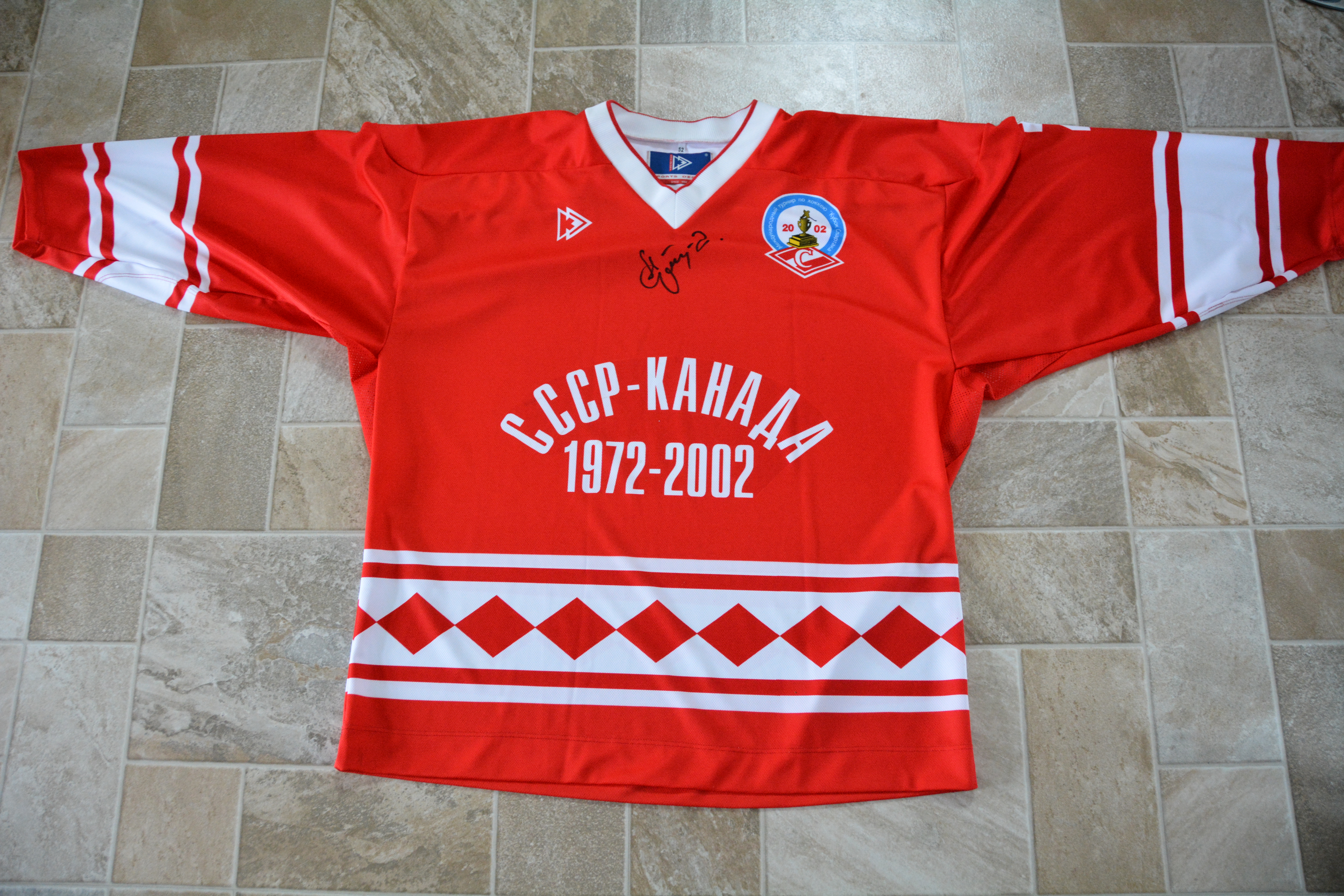
پیراهن امضاشده الکساندر گوسف - ۲۰۱۴

الکساندر گوسف (روسی: Александр Владимирович Гусев؛ زادهٔ ۲۱ ژانویهٔ ۱۹۴۷) بازیکن هاکی روی یخ اهل اتحاد جماهیر شوروی سوسیالیستی بود.